# Pyrausta pseuderosnealis
Pyrausta pseuderosnealis là một loài bướm đêm trong họ Crambidae.